# Lista de rotarianos
O Rotary International é uma organização internacional de serviços com sede em Evanston, Illinois, EUA. Seus membros são conhecidos como rotarianos. Esta é uma lista de membros e ex-membros famosos de Rotary clubs: 

## A
- Adlai Stevenson, Embaixador dos EUA na ONU e governador de Illinois, Rotary Club de Springfield, EUA
- Alberto II do Mónaco, Príncipe de Mônaco, Presidente de Honra do Rotary Club de Mônaco
- Alysson Paulinelli, Ministro da Agricultura do Brasil, Associado Honorário do Rotary Club de Lavras, Minas Gerais, Brasil.
- Álvaro Alberto, Fundador e presidente do Conselho Nacional de Pesquisas CNPq, Associado representativo do Rotary Club do Rio de Janeiro, Brasil
- Angela Merkel, Chanceler da Alemanha, Associada Honorária do Rotary Club de Stralsund Hansestadt, Alemanha
- Antônio Saldanha de Vasconcellos, Comendador Presidente do Real Gabinete Português de Leitura, Associado representativo do Rotary Club do Rio de Janeiro - Tijuca, Brasil
- Archimedes Theodoro, Médico Presidente do Conselho Regional de Medicina de Minas Gerais, Associado representativo dos Rotary Clubs de Caratinga e Belo Horizonte, Minas Gerais, Brasil
- Armando de Arruda Pereira, Prefeito da Cidade de São Paulo, Associado representativo do Rotary Club de São Paulo, Brasil
- Arthur Holly Compton, Prêmio Nobel de Física pela natureza das partículas da radiação eletromagnética, Rotary club de Saint Louis, EUA
- Ásgeir Ásgeirsson, Presidente da Islândia, Rotary club de Reykjavik, Islândia [1]
- Axel da Dinamarca, Príncipe da Dinamarca e empresário, Rotary club de Copenhague, Dinamarca [2]

## B
- Benjamin List, Prêmio Nobel de Química 2021, Rotar Club of Mulheim-Ruhr-Schloss Broichm, Alemanha
- Bernhard de Lippe-Biesterfeld, Príncipe da Holanda, Rotary club de Amsterdã, Holanda
- Bhichai Rattakul, Primeiro Ministro da Tailândia, Presidente do Rotary International 2002-2003

## C
- Carlos III do Reino Unido, Rei do Reino Unido, Associado Honorário do Rotary Club of Banchory-Ternan, Grampian, Escócia
- Carlos Canseco, médico e filantropo, ganhador da Medalha de Honra Belisario Domínguez, ex-presidente do Rotary International, Rotary club de Monterrey, México
- Carlos Luz, Presidente da República do Brasil, Presidente do Rotary Club do Rio de Janeiro 1943-1944.
- Carlos P. Romulo, Brigadeiro das Filipinas na Segunda Guerra Mundial, Embaixador das Filipinas nos EUA, Presidente da 4ª sessão da ONU, Rotary club de Manila, Filipinas
- Charles Chic Sale, ator, Rotary Club de Scarsdale, EUA
- Charles H. Mayo, co-fundador da Clínica Mayo, Rotary club de Rochester, EUA
- Charles Rudolph Walgreen Jr., Presidente da Walgreens, Rotary club de Chicago, EUA
- Clarence Birdseye, inventou o método para congelar alimentos rapidamente, Rotary club de Gloucester, EUA
- Clem Renouf, contador e Presidente do Rotary International, Rotary club de Nambour, Austrália
- Clinton Presba Anderson, secretário de agricultura dos EUA e senador do Novo México, ex-presidente do Rotary International, Rotary club Missouri, EUA
- Connie Mack, jogador profissional de beisebol, gerente e proprietário da equipe, cinco vezes vencedor da World Series, Rotary club de Kansas City, EUA

## D
- Daniel Webster, congressista dos EUA da Flórida, empresário, Rotary club de Orlando, EUA
- David M. Bennett, co-fundador da Mollie Stone's Markets, Rotary club de San Mateo, EUA
- Dianne Feinstein, senadora dos EUA da Califórnia, Rotary club de São Francisco, EUA
- Duke Kahanamoku, medalhista de ouro nos Jogos Olímpicos dos EUA e ator, Rotary club de Honolulu, EUA

## E
- Earl Warren, presidente do Supremo Tribunal dos EUA, Rotary club de Springfield, EUA
- Edgar Guest, poeta americano, Rotary club de Detroit, EUA
- Eduardo de Araújo, Almirante Comandante da Escola Superior de Guerra, Rotary Club do Rio de Janeiro - Botafogo, Brasil
- Edmund Jones, Representante do Estado da Pensilvânia, Rotary Clubs de Chester, Pensilvânia e Swarthmore, Pensilvânia, EUA
- Edvard Beneš, Ministro de Relações Exteriores da República da Tchecoslováquia, Rotary club de Praga, República Tcheca
- Elbert Guillory, político da Louisiana, ‏‎Rotary club de Pascagoula, EUA
- Emilio Pucci, designer de moda e político, Rotary club de Florença, Itália

## F
- Filipe, Duque de Edimburgo, Príncipe Consorte do Reino Unido da Grã Bretanha e Irlanda do Norte e dos estados independentes da Comunidade das Nações, Associado Honorário do Rotary Club of Edinburgh, Escócia
- Filip Albrecht, letrista, gerente, escritor e produtor de filmes tcheco-alemão, Rotary club Prague International, República Tcheca
- Francisco Borsari Neto,  Secretário de Estado da Educação, Cultura e Esportes do Estado do Paraná.e Secretário Chefe da Casa Civil do Estado do Paraná, Associado representativo do Rotary Club de Curitiba - Guabirotuba, Paraná, Brasil
- Franklin D. Roosevelt , Presidente dos EUA, Rotary club de Albany, EUA
- Françoise Barré-Sinoussi, isolou o vírus da AIDS no Instituto Pasteur, Rotary club de La Rochelle-Aunis, França
- Franz Lehár, compositor da Opera, Rotary club de Viena, Áustria
- Friedrich Bergius, vencedor do Prêmio Nobel de Química, inventou o combustível sintético a partir do carvão, Rotary club de Heidelberg, Alemanha
- Fritz Loehner-Beda, famoso libertista, letrista, escritor, prisioneiro nazista, Rotary club de Viena, Áustria

## G
- Genival de Almeida Santos, Presidente do Banco Nacional de Desenvolvimento Econômico BNDE, Associado representativo do Rotary Club do Rio de Janeiro - Botafogo, Brasil
- Gerald R. Ford, Presidente dos EUA, Rotary club de Grand Rapids, EUA
- George S. Messersmith, diplomata dos EUA na Alemanha, Áustria, Cuba, México e Argentina, Rotary club de Lewiston, EUA
- Giuseppe Resnati, químico italiano, Rotary club de Morimondo Abbazia, Itália
- Guglielmo Marconi, inventor do rádio sem fio viável, Rotary club de Bologna, Itália
- Guilhermino Cunha,  Presidente do Supremo Concilio da Igreja Presbiteriana do Brasil, Associado representativo do Rotary Club do Rio de Janeiro, Brasil
- Gustavo Alberto Trompowsky Heck, presidente Nacional da Associação dos Diplomados da Escola Superior de Guerra ADESG, Associado representativo dos Rotary Club do Rio de Janeiro e de São Paulo, Brasil

## H
- Harlan Sanders, fundador do Kentucky Fried Chicken, Rotary club de Jeffersonville, EUA
- Harry Gordon Selfridge, magnata do varejo americano, fundador da loja de departamentos Selfridges em Londres, Rotary club de Londres, Reino Unido
- Harry Lauder, comediante de vaudeville, Rotary club de Glasgow, Reino Unido
- Heraldo Tavares Alves, ) General de Exército, Comandante do I Exército do Brasil, Associado ao Rotary Club do Rio de Janeiro - São Cristóvão, Brasil
- Herbert J. Taylor, empresário, líder cívico e membro de vários grupos cristãos, presidente do Rotary International, Rotary Club de Chicago, EUA

## I
- Ian Scott, banqueiro e pesquisador médico, Rotary club de Health, Austrália
- Inácio Manuel Azevedo do Amaral Reitor da Universidade do Brasil, Associado representativo do Rotary Club do Rio de Janeiro, Brasil
- Ivo Arzua Pereira, Prefeito de Curitiba, Paraná e Ministro da Agricultura do Brasil, Associado representativo do Rotary Club de Curitiba - Oeste, Paraná, Brasil

## J
- Jack Guy Lafontant, primeiro ministro do Haiti, Rotary club de Petion-Ville, Haiti
- Jack Williamson, autor de ficção científica, Rotary club de Portales, EUA
- James Cash Penney, fundador das lojas de departamento da JC Penney, Rotary club de Nova York, EUA
- James Innes, empresário britânico, autor e filantropo, Rotary club de Londres, Reino Unido
- James Roosevelt, filho do presidente dos EUA Franklin D. Roosevelt, secretário do presidente da Câmara dos Deputados dos EUA, Rotary club de Albany, EUA
- James Whitcomb Riley, poeta dos EUA, Rotary club de Indianópolis, EUA
- Jan Masaryk, ministro das Relações Exteriores da Tchecoslováquia, Rotary club de Praga, República Tcheca
- Jean-Claude Chermann, isolou o vírus da AIDS no Instituto Pasteur, Rotary club de La Rochelle-Aunis, França
- Jean Sibelius, compositor, Rotary club de Helsinque-Helsingfors, Finlândia
- John F. Kennedy, Presidente dos EUA, Rotary club de Hyannis, EUA
- John Millard Tawes, tesoureiro do estado, controlador e governador de Maryland , Rotary club de Crisfield, EUA
- José Anchieta de Mattos Pereira Poggiali, Prefeito de Timóteo, Minas Gerais, Associado representativo do Rotary Cllub Acesita, Minas Gerais, Brasil
- José Carlos Schimidt Murta Ribeiro, Desembargador Presidente do Tribunal de Justiça do Rio de Janeiro, Associado representativo do Rotary Club do Rio de Janeiro, Brasil
- José Ermírio de Moraes, Ministro da Agricultura do Brasil, Associado representativo do Rotary Club de São Paulo, Brasil
- Joyce Hall, fundadora do Hallmark Cards, Rotary club de Kansas City, EUA

## K
- Kalyan Banerjee, engenheiro químico, ex-presidente do Rotary International, Rotary club de Vapi, Índia
- Kōnosuke Matsushita, fundou a Matsushita Electric Company Panasonic, Rotary club de Osaka, Japão

## L
- Lennart Nilsson, fotojornalista sueco, vencedor do Emmy, Rotary club de Estocolmo, Suécia
- Luciano Pavarotti, enor lírico laureado com o Prêmio Nansen outorgado pelo Alto Comissariado das Nações Unidas para Refugiados, Associado Honorário do Rotary Club de Modena, Emilia-Romagna Itália.
- Luiz Carlos da Silva Cantídio, Almirante de Esquadra Fuzileiro Naval, Comandante Geral do Corpo de Fuzileiros Navais do Brasil, Associado representativo do Rotary Club do Rio de Janeiro, Brasil
- Luther H. Hodges, Secretário de Comércio dos EUA e Governador da Carolina do Norte, Presidente do Rotary International, Rotary club de Chapel Hill, EUA

## M
- Manny Pacquiao, campeão mundial de boxe, senador das Filipinas, Rotary club de Manila, Filipinas
- Marcelo Rebelo de Sousa, 20º Presidente da República Portuguesa, Associado representativo do Rotary Club de Lisboa, Portugal
- Marcílio Marques Moreira, Embaixador, Ministro da Economia, Fazenda e Planejamento do Brasil , Associado representativo do Rotary Club do Rio de Janeiro, Brasil
- Márcio de Queiroz Ribeiro, Secretário Municipal de Transportes da Cidade do Rio de Janeiro, Associado representativo do Rotary Club do Rio de Janeiro, Brasil
- Mark Hatfield, governador, secretário de estado, representante e senador no Oregon, Rotary club de Eugene, EUA
- Mauro Ribeiro Viegas, Secretário Geral de Viação e Obras Públicas do Distrito Federal , Associado representativo do Rotary Club do Rio de Janeiro, Brasil
- Mercurio Martinez Jr., político do Texas, Rotary club de Hounston, EUA

## N
- Neil Armstrong,  engenheiro e astronauta, o primeiro homem a pisar em solo lunar, Rotary Club de Wapakoneta, EUA
- Nigel Gresley, designer e engenheiro de locomotivas, Rotary club de Doncaster, Reino Unido
- Norman Vincent Peale, autor de "O poder do pensamento positivo", ministro, palestrante motivacional, Rotary club de Nova York, EUA

## O
- O Iene Chia-Kan, presidente da República da Taiwan na China, Rotary club de Taipei, Taiwan
- Orville Wright, co-inventor do primeiro avião de sucesso, Rotary club de Dayton, EUA

## P
- Paul Percy Harris, fundador do Rotary International, primeiro presidente do Rotary International, Rotary club de Chicago, EUA

## R
- Rainier III de Mônaco, Príncipe de Mônaco. Presidente de Honra do Rotary Club de Mônaco
- Reijiro Hattori, Presidente da empresa Seiko Corporation, Associado representativo do Rotary Club of Tokyo – Ginza, Japão
- Richard E. Byrd Contra-Almirante USN, ganhador da Medalha de Honra, explorador dos Pólos Norte e Sul, Rotary club de Winchester, EUA
- Richard George Dean King, advogado, Associado representativo do Rotary Club de Niles, Fremont, USA, Presidente do Rotary International
- Richard L. Evans, apóstolo mórmon e apresentador de rádio, ex-presidente do Rotary International, Rotary club de Salt Lake, EUA
- Richard Lugar, senador dos Estados Unidos de Indiana, Rotary club de Indianópolis, EUA
- Rodrigo Otávio Filho, Presidente da Academia Brasileira de Letras, Associado representativo do Rotary Club do Rio de Janeiro, Brasil

## S
- Sauli Niinistö, Presidente da Finlândia, Associado Honorário do Rotary Club of Helsinki-Helsingfors, Finlândia
- Sakuji Tanaka, empresário e presidente do Rotary International, Rotary club de Yashio, Japão
- Sam Walton, fundador do Wal-Mart, Rotary club de Bentonville, EUA
- Sigmund Romberg, compositor de ópera, Rotary club de Nova York, EUA
- Suleiman Frangieh, Presidente do Líbano 1969–75, Rotary club de Trípoli, Líbano

## T
- Thomas Burton Adams Jr., governador da Flórida (1971-75), Rotary club de Alpha Kappa, EUA
- Thomas Edison, inventor e empresário, Rotary club de Orange, EUA
- Thomas Frederick Hope, gerente geral e engenheiro-chefe da Guma Valley Company, Rotary club de Corning, EUA
- Thomas Mann, Prêmio Nobel da Literatura Alemão em 1929, Rotary club de Munique, Alemanha
- Tris Speaker, jogador e gerente de beisebol dos EUA, 3 vezes campeão mundial, Rotary club de Cleveland, EUA

## W
- Waldenir Bragança, Prefeito de Niterói, Rio de Janeiro, Associado representativo do Rotary Club de Niterói - Norte, Rio de Janeiro, Brasil
- Walt Disney, cineasta de animação, Rotary club de Palm Springs, EUA
- Warren G. Harding, Presidente dos EUA, Rotary Club de Washington, EUA
- Wayne Morse, senador dos EUA pelo Oregon, Rotary Club de Eugene, EUA
- William Allen White, editor de jornal americano, político, autor e líder do movimento Progressista, Rotary club de Emporia, EUA
- William Jennings Bryan, Deputados dos EUA 1891–95, Secretário de Estado dos EUA 1913–15, candidato à presidência dos EUA, Rotary club de Lincoln, EUA
- Willy Zumblick, renomado pintor brasileiro, Associado Honorário do Rotary Club de Tubarão, Santa Catarina, Brasil
- Winston Churchill, Primeiro Ministro da Inglaterra, Rotary club de Londres, Reino Unido
- Woodrow Wilson, Presidente dos EUA e vencedor do Prêmio Nobel da Paz, Rotary club de Birmingham, EUA

## Y
- Yan Jiazheng, presidente de Taiwan, Rotary club de Taipei, Taiwan
- Yoo Chang, primeiro-ministro da Coréia do Sul, Rotary club de Hanyang, Coréia do Sul